# Лоуренс Пітер
Лоуренс Джонстон Пітер (англ. Laurence J. Peter) (16 вересня 1919 — 12 січня 1990) — канадський педагог та «ієрархіолог», найбільше відомий широкій громадськості завдячуючи формулюванню принципу Пітера.

## Життєпис
Народився у Ванкувері (Британська Колумбія), онук Вільяма Герберта Стівса, засновника Стівстона (Британська Колумбія).
Свою кар’єру розпочав вчителем у Ванкувері 1941 року. 1963-го здобув ступінь доктора педагогічних наук у Вашингтонському державному університеті.
Переїхав до Каліфорнії 1966 року, де став ад'юнкт-професором освіти, директором Центру директивного навчання Евелін Фріден й координатором програм для дітей з емоційними розладами в Університеті Південної Каліфорнії.
Став широко відомим 1969 року після публікації «Принципу Пітера», співавтором якого є Реймонд Халл, також із Ванкувера, у якому стверджує: «В ієрархії кожен працівник прагне піднятися до свого рівня некомпетентності… Часом кожну посаду, як правило, займає працівник, некомпетентний для виконання своїх обов’язків… Роботу виконують ті працівники, які ще не досягли свого рівня некомпетентності». Принцип Пітера став одним із найглибших принципів менеджменту Університету Південної Каліфорнії (USC). Цей принцип часто цитується в Школі бізнесу USC Маршалла.
Інша його примітна цитата полягає в тому, що «найшляхетніша з усіх собак — це хот-дог; він годує руку, яка її кусає».
З 1985 року до своєї смерті у 1990 році Пітер відвідував перегони кінетичної скульптури в окрузі Гумбольдт, Каліфорнія, й брав участь в них. Запропонував нагороду для перегонів під назвою «Золотий динозавр», яку вручають щороку відтоді, як перша скульптурна машина вщент зламалася одразу після старту.
Помер від ускладнень інсульту у своєму будинку в Палос-Вердес-Естейтс, Каліфорнія, у віці 70 років.